# USS La Salle (AGF-3)
USS La Salle (LPD-3/AGF-3) – amerykański okręt dowodzenia, oryginalnie zbudowany jako okręt desantowy-dok typu Raleigh, drugi okręt należący do United States Navy noszący nazwę pochodzącą od miasta LaSalle w stanie Illinois, które z kolei zostało nazwane na cześć francuskiego odkrywcy René-Roberta Cavelier de La Salle.
Stępka okrętu została położona 2 kwietnia 1962 roku w stoczni New York Naval Shipyard w Nowym Jorku. Wodowanie miało miejsce 3 sierpnia 1963 roku. Okręt został oddany do służby 22 lutego 1964 roku. W 1972 roku USS "La Salle" został przeklasyfikowany z okrętu desantowego (LPD) na okręt dowodzenia (AGF). Okręt wycofano ze służby 27 maja 2005 roku, a 11 kwietnia 2007 roku zatopiono jako okręt-cel podczas ćwiczeń na Oceanie Atlantyckim.
Od 1994 roku okręt USS "La Salle" był okrętem flagowym VI Floty Stanów Zjednoczonych. Po wycofaniu ze służby, jego funkcję przejął USS "Mount Whitney" (LCC-20).